# Steineria pilosa
Steineria pilosa är en rundmaskart. Steineria pilosa ingår i släktet Steineria, och familjen Monhysteridae. Arten är reproducerande i Sverige.